# Glenelg Shire
Koordinaten: 38° 20′ S, 141° 36′ O

Glenelg Shire ist ein lokales Verwaltungsgebiet (LGA) im australischen Bundesstaat Victoria. Das Gebiet ist 6216,6 km² groß und hat etwa 20.000 Einwohner.
Glenelg liegt im äußersten Südwesten Victorias etwa 360 km westlich der Hauptstadt Melbourne an der Grenze zu South Australia und schließt folgende Ortschaften ein: Casterton, Brimboal, Henty, Digby, Hotspur, Wallacedale, Condah, Nelson, Dartmoor, Merino, Heywood, Narrawongun und Portland. Der Sitz des City Councils befindet sich in der Küstenstadt Portland, die annähernd 10.100 Einwohner hat.
Portland ist die älteste Siedlung in Victoria. Bereits 1800 wurde die Bucht entdeckt und Ende 1834 ließ sich der Schafzüchter Edward Henty an der Portland Bay nieder. Er war der erste Siedler, der dauerhaft in Australien Fuß fasste, und er begründete die erfolgreiche australische Schafswollindustrie.
Portland ist der einzige natürliche Tiefseehafen zwischen den Südküstenmetropolen Melbourne und Adelaide, wovon der Ort in den frühen Jahren auch profitierte, bis ihm vom Port Phillip mit den Siedlungen Melbourne und Geelong der Rang abgelaufen wurde. Erst in den 1980er Jahren gewann der Hafen wieder an Bedeutung durch eine große Aluminiumschmelze. Seit 1996 ist der Hafen von Portland die erste privatisierte Hafenanlage in Australien.
Das Shire verfügt über eine vielfältige Landschaft: Vom hügeligen Weideland im Norden über die Flusslandschaft am Glenelg River bis zur Discovery Coast im Süden. Insbesondere Cape Nelson und Cape Bridgewater südwestlich von Portland sind auch touristisch interessant. So zählen eine Seelöwenkolonie und von der Küste aus beobachtbare Blauwale zu den Attraktionen.
Von der Warrock Station bei Casterton im Norden des Glenelg Shires stammt der Kelpie, eine australische Hundezuchtrasse.

## Verwaltung
Der Glenelg Shire Council hat neun Mitglieder, die von den Bewohnern der neun Ridings gewählt werden. Diese neun Bezirke sind Cobboboonee, Dutton, Fawthrop, Gilmore, Grant, Henty, Mitchell und Mt Clay. Aus dem Kreis der Councillor rekrutiert sich auch der Mayor (Bürgermeister) des Councils.